# You're Only Lonely
You're Only Lonely è un album del cantante statunitense J. D. Souther del 1979.

## Tracce
Testi e musiche di Souther, eccetto quando segnalato.
1. You're Only Lonely (backup vocals by Jackson Browne) – 3:48
2. If You Don't Want My Love – 4:22
3. The Last in Love – 3:40 (Glenn Frey, Souther)
4. White Rhythm and Blues (with Phil Everly) – 4:39
5. 'Til the Bars Burn Down – 4:42 (Frey, Souther)
6. The Moon Just Turned Blue – 2:08
7. Songs of Love – 4:18
8. Fifteen Bucks – 3:24 (Kenny Edwards, Don Grolnick, Danny Kortchmar, Rick Marotta, Souther, Waddy Wachtel)
9. Trouble in Paradise – 4:26

## Formazione
- J.D. Souther – voce, chitarra
- David Sanborn – sassofono alto
- Tom Scott – sassofono tenore
- Glenn Frey – chitarra
- Don Felder – chitarra ritmica
- Danny Kortchmar – chitarra
- Waddy Wachtel – chitarra
- Fred Tackett – chitarra acustica
- Dan Dugmore – steel guitar
- Kenny Edwards – basso, voce
- Don Grolnick – piano
- Jai Winding – organo
- John Sebastian – armonica
- Jackson Browne – voce
- Jorge Calderón – voce
- Phil Everly – voce
- Don Henley – voce
- J. D. Waddy – voce
- Mike Botts – percussioni
- Rick Marotta – percussioni

## Produzione
- Produttore: J.D. Souther
- Ingegneria del suono: Loyd Clifft, Lee Herschberg
- Direzione: Irving Azoff
- Direzione artistica: Jimmy Wachtel
- Fotografia : Jim Shea

## Classifiche
Album - Billboard (North America)
| Year | Chart      | Position |
| ---- | ---------- | -------- |
| 1979 | Pop Albums | 41       |

Singles - Billboard (North America)
| Year | Single               | Chart              | Position |
| ---- | -------------------- | ------------------ | -------- |
| 1979 | "You're Only Lonely" | Adult Contemporary | 1        |
| 1979 | "You're Only Lonely" | Pop Singles        | 7        |
| 1980 | "You're Only Lonely" | Country Singles    | 60       |